# Pedro Chacón Chacón
Pedro Chacón Chacón   (Fiñana, c. 1789 - Trillo, 7 d'agost de 1854) va ser un militar general espanyol, probablement nascut a Múrcia.
Va destacar un la seva actuació durant la Primera Guerra Carlista on va ser un dels caps militars cristins en defensa de la legitimitat d'Isabel II enfront dels carlins a la zona de Múrcia, on va ser Comandant en Cap de l'exèrcit. Va ser ministre de la Guerra de forma interina en 1837 i després entre 1840 i 1841 durant la regència de Baldomero Espartero. També va ser Ministre de Marina en l'estiu de 1840. Va ser triat senatr per Múrcia en 1837 fins a 1839, i després en 1841 i 1843, sent nomenat després per Isabel II senador vitalici, càrrec que va ocupar en els diferents períodes de sessions des de 1847 fins a 1851.